# Miroslav Šmajda
Miroslav Šmajda vagy művésznevén Miro Šmajda esetleg Max Jason Mai (Kassa, 1988. november 27. –) a 2012-es Eurovíziós Dalfesztivál szlovák énekese.

## Pályája
Miro a Česko Slovenská Superstar tehetségkutatóban tűnt fel, ahol második helyezést ért el. 2011. november 6-án a szlovák média hivatalosan is bejelentette, hogy Miro fogja képviselni az országot a 2012-es bakui dalfesztiválon, majd márciusban bemutatták a dalát, mely a Don’t Close Your Eyes címet viseli.

## Fordítás
- Ez a szócikk részben vagy egészben  a   Miroslav Šmajda című angol Wikipédia-szócikk fordításán alapul.  Az eredeti cikk szerkesztőit annak laptörténete sorolja fel. Ez a jelzés csupán a megfogalmazás eredetét és a szerzői jogokat jelzi, nem szolgál a cikkben szereplő információk forrásmegjelöléseként.

## Lásd még
- Szlovákia az Eurovíziós Dalfesztiválokon

## Külső hivatkozások
- eurovision.tv